# Гусевська сільська рада
Гу́севська сільська рада (рос. Гусевский сельский совет) — муніципальне утворення у складі Абзеліловського району Башкортостану, Росія. Адміністративний центр — село Гусево.

## Населення
Населення — 2443 особи (2019, 2567 в 2010, 2155 в 2002).

## Склад
До складу поселення входять такі населені пункти:
| Населений пункт          | Населення, осіб (2002) | Населення, осіб (2010) |
| ------------------------ | ---------------------- | ---------------------- |
| Борисово, присілок       | 50                     | 60                     |
| Гусево, село             | 955                    | 1102                   |
| Ідяш-Кускарово, присілок | 165                    | 203                    |
| Таксирово, присілок      | 332                    | 398                    |
| Тал-Кускарово, присілок  | 381                    | 464                    |
| Юлдашево, присілок       | 272                    | 340                    |